# Håtjärnen (Töcksmarks socken, Värmland)
Håtjärnen är en sjö i Årjängs kommun i Värmland och ingår i Göta älvs huvudavrinningsområde. Sjön är 3 meter djup, har en yta på 0,0941 kvadratkilometer och är belägen 163,9 meter över havet.

## Delavrinningsområde
Håtjärnen ingår i det delavrinningsområde (660609-127077) som SMHI kallar för Utloppet av Nedre Hurr. Medelhöjden är 195 meter över havet och ytan är 15,44 kvadratkilometer. Räknas de 3 avrinningsområdena uppströms in blir den ackumulerade arean 61,82 kvadratkilometer. Mellanälven som avvattnar avrinningsområdet har biflödesordning 3, vilket innebär att vattnet flödar genom totalt 3 vattendrag innan det når havet efter 265 kilometer. Avrinningsområdet består mestadels av skog (82 procent). Avrinningsområdet har 1,5 kvadratkilometer vattenytor vilket ger det en sjöprocent på 9,7 procent.